# Rombiolo
Rombiolo är en ort och kommun i provinsen Vibo Valentia i regionen Kalabrien i Italien. Kommunen hade 4 524 invånare (2017).